# Acanthamoeba infektion
Acanthamoeba infektion är en infektionssjukdom som sprids av encelliga organismer tillhörande släktet Acanthamoeba.

## Smitta och typer av sjukdomar
Acanthamoeba sprids genom vatten och människan kan stöta på den när man badar.  De arter som hos människan skapar infektioner är till exempel  A. cullbertsoni och A. polyphaga. Hornhinneinfektion hos linsbärare är en vanlig åkomma men hos personer med nedsatt immunförsvar kan Acanthamoeba orsaka infektion i hjärna och hjärnhinnor.  Acanthamoeba sprids ej mellan människor och infektion med Acanthamoeba är inte anmälningspliktig enligt smittskyddslagen. Människan kommer i regel i kontakt med amöban under sin levnad men det är sällan som den infekterar och skapar allvarlig sjukdom.
I WHO:s Laboratory biosafety manual ligger Acanthamoeba castellani i riskklass 2 och i svenska Arbetsmiljöverkets författningssamling AFS 2005:1 och. Vilket bland annat innebär: “Biologiska agens som kan orsaka infektion som kan ge upphov till sjukdomar av olika allvarlighetsgrad, som antingen går att bota eller förebygga eller som normalt självläker utan några allvarliga men".

## Karakteristiska sjukdomar och symptom

### Acanthamoeba keratitis
Detta är den vanligaste formen där ögat infekteras av amöban vilket kan leda till bestående synnedsättning och blindhet. Amöban når hornhinnan via linsen som är i kontakt med förorenat vatten. Tillståndet är allvarligt och liknar många andra ögonsjukdomar vilket leder till att dignosen är svår att fastställa och fördröjs. Sjukdomen går sällan att behandla.
Acanthamoeba keratitis utmärkande symptom är ;
- Röda ögon
- Rivande känsla i ögat
- Dimmig syn
- Ljuskänslighet
- Känning av att någonting finns i ögat
- Smärta i ögat

### Granulomatous amebic encephalitis
Infektion i ryggrad eller hjärna. Amöban tar sig in i kroppen via en sårskada och går vidare i blodbanan. Denna infektion drabbar framförallt människor med dåligt immunförsvar. Infektionen förvärras stegvis från veckor till månader och dödar i de flesta fall den smittade individen. Idag finns det  inget läkemedel som botar infektionen då den är sällsynt och det råder brist på kunskap.
Granulomatous amebic encephalitis utmärkande symptom är ;
- huvudvärk
- kramper
- feber
- stel nacke
- Irritation
- illamående
- kräkningar
- mild muskelsvaghet
- hallucinationer
- dubbelseende
- ljuskänslighet
- sömnrubbningar
- Anorexi
- Babinskis tecken

Någon exakt inkubationstid är inte fastställd, vid svårare infektion uppskattas den vara ca 1–2 veckor och vid ögoninflammation något kortare.
För att fastslå en diagnos görs en biopsi som sedan odlas för att se om amöban finns i kroppen. Biopsin kan tas från hornhinnan, kontaktlinserna och linsvätskan. I de fall där infektionen tros ha drabbat en individ med nedsatt immunförsvar kan ryggmärgsvätskan, hjärn- eller hudbiopsi eller bronchoalveolärsköljvätska undersökas.